# Neal Sako
Pour les articles homonymes, voir Sako.
Neal Sako, né le 13 août 1998 à Aubergenville, est un joueur international français de basket-ball évoluant au poste de pivot.

## Biographie

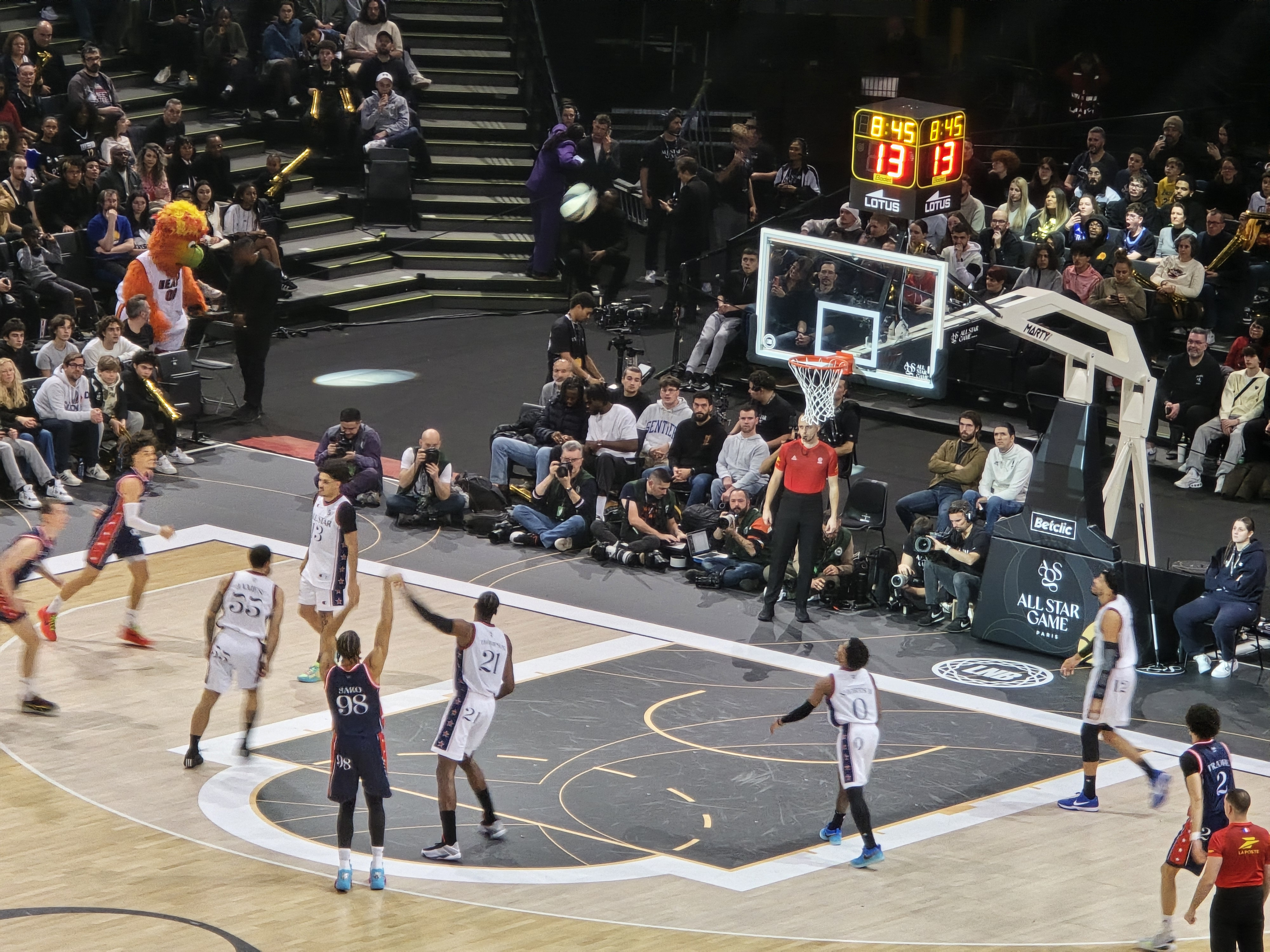
Neal Sako au tir lors du All-Star Game LNB 2024.

Neal Sako pratique le tennis dans sa jeunesse, et est classé 5/6 à l'âge de seize ans lorsqu'il décide de découvrir le basket-ball. Ses débuts sont marqués par une blessure qui lui fait manquer quasiment l'intégralité de sa première saison. Sako dispute alors sa première saison complète en moins de 20 ans régionaux avec l'Entente Le Chesnay Versailles. Après une détection non concluante avec le CSP Limoges, il est remarqué lors d'une détection avec les Paris-Levallois. Lors de la saison 2018-2019, Neal Sako alterne entre l'équipe réserve et l'équipe professionnelle des Levallois Metropolitans, ainsi qu'avec le Rueil Athletic Club où il profite d'une double licence pour jouer en NM1,.
En 2021, il rejoint le Champagne Basket, où il se révèle comme l'un des meilleurs rebondeurs du championnat de France avec 7,6 rebonds en moyenne par match,. 
Après une saison, Neal Sako rejoint le Cholet Basket. Lors de sa première saison dans les Mauges, il est le remplaçant de Justin Patton au poste de pivot. Sako et ses coéquipiers atteignent aussi la finale de Coupe d'Europe FIBA cette même saison, battus par le club polonais du KK Włocławek. Après le départ de Justin Patton à l'intersaison, il devient un membre du cinq de départ. Il est élu MVP du mois d'octobre 2023 en championnat. Neal Sako termine la saison avec 11,9 points, 7,5 rebonds et 17,7 d'évaluation, soit la cinquième meilleure marque du championnat.
En juin 2024, il signe un contrat de deux ans avec l'ASVEL Lyon-Villeurbanne qui dispute l'Euroligue. Pendant la trêve estivale, Sako remporte la NBA Summer League 2024 avec le Heat de Miami.
En octobre 2024, Sako est nommé co-MVP de la deuxième journée de la saison régulière de l'Euroligue (avec Aleksandar Vezenkov). Dans la victoire de l'ASVEL face à la Virtus Bologne, il marque 19 points (à 9 sur 11) et prend 11 rebonds pour une évaluation de 30.
Sako est sélectionné pour la première fois en équipe de France en février 2025.
En juillet 2025, Sako quitte l'ASVEL et rejoint pour deux saisons le Valence Basket Club, club qui participe à l'Euroligue.